# Richard Graves MacDonnell

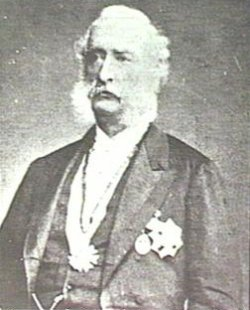
Sir Richard MacDonnell (um 1860)

Sir Richard Graves MacDonnell KCMG, CB (chinesisch 麥當奴 / 麦当奴; * 3. September 1814 in Dublin; † 5. Februar 1881) war ein britischer Rechtsanwalt, Richter und Kolonialverwalter. Eingesetzt als Gouverneur war er in den Kolonien Gambia, St. Vincent, South Australia, Nova Scotia und Hongkong.

## Leben
MacDonnell wurde am 3. September 1814 Dublin geboren. Später besuchte er dort das Trinity College und machte 1835 seinen B.A. und 1836 seinen M.A. in LL.B. 1845 und 1862 schloss sich der LL.D. an.
MacDonnell wurde 1838 zur irischen Anwaltschaft und am 25. Januar 1841 zur englischen Anwaltschaft zugelassen. Am 20. Juli 1843 wurde er Oberster Richter Gambias und am 1. Oktober 1847 zum Gouverneur der britischen Kolonie in Gambia ernannt. Während seiner Amtszeit leitete MacDonnell einige Forschungs-Expeditionen ins Innere Afrikas und erschloss den Gambia-Fluss und den Senegal-Fluss. Auch organisierte und begleitete er einige militärische Operationen mit Erfolg gegen Einheimische, die die Händler am Fluss unterdrückt hatten.
1852 wurde er zum Leutnant-Gouverneur von St. Lucia ernannt, aber ohne dass er dieses Amt angetreten hatte, wurde er am 10. Januar 1853 als Gouverneur der Insel St. Vincent berufen. Er war auf St. Vincent von 1853 bis 1854 Leutnant-Gouverneur. Vom 8. Juni 1855 bis zum 4. März 1862 war er anschließend Gouverneur von South Australia, wobei er half, den Murray River zu erschließen und die Kolonie weiterzuentwickeln. Danach war vom 28. Mai 1864 bis Oktober 1865 Gouverneur von Nova Scotia.
Am 19. Oktober 1865 wurde MacDonnell als sechster Gouverneur von Hongkong ernannt. Auf diesem Posten diente er bis 1872. Während seiner Amtszeit entwickelte MacDonnell Victoria Peak, das im Laufe der Zeit zu einem vornehmen Wohnviertel in Hongkong wurde, das nur für die Reichen und die Berühmten zugänglich ist. MacDonnell ordnete auch den Bau eines Krankenhauses für die lokale chinesische Bevölkerung an. Weiter legalisierte er das Glücksspiel in Hongkong, das zu weit verbreiteten Sozialproblemen führte und später wieder für illegal erklärt wurde.
Schließlich wurde MacDonnells Administration durch ein sehr großes Haushaltsdefizit geschwächt, so dass die Regierung sich gezwungen sah, die HSBC um ein finanzielles Hilfsmittelpaket zu bitten. Auch wurde die Administration durch die Tätigkeiten der Canton Zollagentur behindert, die die Gewässer vor Hongkong patrouillierte und die Schiffe nach geschmuggelten Waren durchsuchte. Dies wurde von den britischen Händlern Hongs Kongs als Blockade bezeichnet, und es beeinflusste die Wirtschaft Hongkongs für die folgenden 20 Jahre. Im Ruhestand nach seinem aktiven Dienst bekam MacDonnell am 12. Februar 1852 den Orden Order of the Bath (CB) und wurde am 28. Januar 1856 von der Königin im Buckinghampalast geadelt. Am 23. Februar 1871 wurde ihm der Order of St. Michael and St. George (KCMG) MacDonnell verliehen.
MacDonnell heiratete Blanche Ann 1847 († am 5. Februar 1881 bei Hyères, Frankreich).
Er wurde auf dem Kensal Green Cemetery begraben.

## Werke mit seiner Mitwirkung
- The Church of the Future, an address by the Rev. Thomas Binney in 1859
- Christian Union, as discussed by the Bishop of Adelaide
- Sir R. C. MacDonnell, &c. 1859
- A lecture on ‘Australia,’ Dublin, 1864

## Orte, die nach ihm benannt sind
- Die MacDonnell Ranges im südlichen Northern Territory von Australien.
- Port MacDonnell in der Nähe vom Mount Gambier.
- MacDonnell Creek im nördlichen Flinderskette-Nationalpark.
- MacDonnell Road in Hongkong.
- Die Stadt Blanchetown und die Station und Wasserloch von Blanchewater am MacDonnell Creek, alle in South Australia, sind nach seiner Frau benannt.